# Pagny-la-Blanche-Côte
Pagny-la-Blanche-Côte település Franciaországban, Meuse megyében. Lakosainak száma 226 fő (2022. január 1.). Pagny-la-Blanche-Côte Saulxures-lès-Vannes, Uruffe, Vannes-le-Châtel, Champougny, Montbras és Sauvigny községekkel határos.

## Népesség
A település népességének változása:
| Lakosok száma | 372  | 237  | 201  | 248  | 247  | 242  | 237  | 238  | 234  | 226  |
|               | 1968 | 1982 | 1990 | 2006 | 2013 | 2015 | 2017 | 2019 | 2020 | 2022 |